# بكاريس أحادي الزهرة
بكاريس أحادي الزهرة (الاسم العلمي:Baccharis uniflora) هو نوع من النباتات يتبع جنس البكاريس من الفصيلة النجمية.